# Пигаярви
Пигаярви — бессточное озеро на территории Коверского сельского поселения Олонецкого района Республики Карелии.

## Общие сведения
Площадь озера — 0,8 км². Располагается на высоте 29,9 метров над уровнем моря.
Форма озера лопастная, продолговатая: вытянуто с юго-востока на северо-запад. Берега каменисто-песчаные, возвышенные, с северо-востока — заболоченные.
Озеро поверхностных стоков не имеет и относится к бассейну реки Туксы.
Ближе к юго-восточной оконечности озера расположены два небольших острова без названия.
Вдоль юго-западного берега озера проходит лесная дорога, примыкающая к дороге местного значения 86К-188 («Новинка — Тигвера»).
Код объекта в государственном водном реестре — 01040300211102000014947.